# Tornos punctata
Tornos punctata är en fjärilsart som beskrevs av Druce 1899. Tornos punctata ingår i släktet Tornos och familjen mätare. Inga underarter finns listade i Catalogue of Life.